# زوکوو
زوکوو (به آلمانی: Suckow) یک شهر در آلمان است که در لودویگسلوست-پارشیم واقع شده‌است. زوکوو ۶۶۳ نفر جمعیت دارد.